# Microsoft Office 2001
Microsoft Office 2001, wydany w roku 2000, był ostatnim pakietem dla systemu Mac OS. Wymagał on systemu w wersji co najmniej 8. W tym systemie wprowadzono klienta pocztowego Entourage, zawierającego także kalendarz, książkę adresową, listę zadań.